# Cris Rellah
Cris Rellah (* 4. Juli 1982 in Reinach AG, bürgerlich Cris Haller) ist ein Schweizer Singer-Songwriter.

## Karriere
Cris Rellah nahm bereits als Kind an verschiedenen Wettbewerben teil. Einem breiteren Publikum wurde er 2014 durch seine Teilnahme bei The Voice of Germany bekannt, wo er mit dem Song The Kill von Thirty Seconds To Mars auftrat. Als Teammitglied von Michi und Smudo schied er in der Battle Round aus.
Inzwischen hat sich Cris Rellah unter dem Namen Cris Rellah & friends eine Band in der Schweiz aufgebaut und veröffentlichte 2017 sein Debütalbum Crossroads.

## Diskografie
Alben
- 2017: Crossroads (Ambulance Records / Schweizer Hitparade: Platz 37 (1 Wo.))[2]

Singles
- 2016: The Guy Next Door
- 2017: I Feel
- 2017: Music
- 2017: Summertime